# Qingshanhu
Der Stadtbezirk Qingshanhu (chinesisch 青山湖区, Pinyin Qīngshānhú Qū) ist ein Stadtbezirk, der zum Verwaltungsgebiet der bezirksfreien Stadt Nanchang in der chinesischen Provinz Jiangxi gehört. Er hat eine Fläche von 250 km² und zählt 897.843 Einwohner (Stand: Zensus 2010).

## Administrative Gliederung
Auf Gemeindeebene setzt sich der Stadtbezirk aus zwei Straßenvierteln, fünf Großgemeinden und einer Gemeinde zusammen. 